# Scáthach
Scáthach ([ˈsˠkaːhax], "Ombrosa") è una semi-dea del Ciclo dell'Ulster nella mitologia irlandese. Leggendaria donna guerriera scozzese e maestra di arti marziali, educherà al combattimento l'eroe dell'Ulster, Cú Chulainn. I testi chiamano la sua terra "Alpi", che gli interpreti riconoscono in "Alba", il nome gaelico per indicare la Scozia. In particolare il personaggio è associato all'isola di Skye, dove si leva la sua dimora, "Dún Scáith" (Forte delle Ombre). 
Il racconto dell'insegnamento di Scáthach al giovane Cú Chulainn appare nel Tochmarc Emire (Il corteggiamento di Emer), una storia introduttiva al grande poema epico Táin Bó Cúailnge (La razzia del bestiame di Cooley). Quando Cú Chulainn si innamora di Emer, il padre di lei, Forgall Monach, proibisce le nozze fino a che il giovane non avrà completato il suo addestramento guerriero presso Scáthach. Così il giovane dell'Ulster, in compagnia dell'amico Ferdiad, si reca a Dún Scáith, dove i due verranno educati alle tecniche di lotta. In particolare Scáthach affida all'allievo Cú Chulainn la sua arma più micidiale, la lancia Gáe Bulg. 
In Scozia Cú Chulainn inizia una relazione clandestina con Uathach, la figlia di Scáthach. Quando accidentalmente le rompe le dita la ragazza urla richiamando il suo fidanzato, Cochar Croibhe, nella sua stanza. Nonostante le proteste di Uathach, Cochar sfida Cú Chulainn, venendo facilmente battuto. Per riconciliarsi con la sua maestra Cú Chulainn accetta il fidanzamento con Uathach. Scáthach promette allora la figlia in sposa all'allievo, rinunciando al tradizionale "dono per la sposa" che dovrebbero portare i pretendenti. In più promette ad addestramento completo "l'amicizia delle sue cosce". 
In seguito, quando la sua acerrima nemica (in altre versioni: la sorella gemella), la donna-guerriero Aífe, invade le sue terre, a difesa si erge proprio Cú Chulainn, nonostante il tentativo di Scáthach di preservarlo dalla battaglia facendolo addormentare attraverso una pozione. Ma la forza di Cú Chulainn riduce gli effetti soporiferi della droga ad una sola ora, ed egli una volta desto può gettarsi nella mischia. Vinto lo scontro Cú Chulainn costringe le due a fare pace e ottiene di giacere con Aífe. Da questa unione nascerà un figlio, Connla, destinato anni dopo ad essere ucciso dal padre che era andato a cercare in Irlanda, ucciso senza che i due si siano riconosciuti. Alla fine dell'addestramento infatti Cú Chulainn lascia la Scozia e ritorna dal suo vero e unico amore, Emer.

## Nella cultura di massa
Scáthach appare nella sesta stagione della serie TV antologica American Horror Story (Roanoke) ed è interpretata da Lady Gaga. Nella stagione la storia dell'eroina è romanzata e non si attiene prettamente alla sua vera storia; infatti nella serie ella è colei che guida ad uccidere i coloni dei Roanoke ed è la Prima Suprema delle streghe di Salem. 
È presente anche come servant nel gioco per cellulare Fate/Grand Order, ed appare anche nella serie videoludica Megami Tensei e nella sua saga spin-off Persona.